# Karl Anton Josef von Baltin
Karl Anton Josef von Baltin (Pécs, 24 novembre 1804 – Vienna, 5 ottobre 1873) è stato un generale austriaco.

## Biografia
Nato a Pécs, in Ungheria, il 24 novembre 1804, Karl Anton Kosef von Balin apparteneva ad una famiglia dell'aristocrazia ungherese da tempo dedita all'attività militare. Intraprese anch'egli giovanissimo la carriera nell'esercito austriaco e si distinse nella prima guerra d'indipendenza italiana.
Appena prima dell'inizio della seconda guerra d'indipendenza italiana, il 19 aprile 1859, venne promosso maggiore generale, grado con cui prese parte alla battaglia di Boffalora del 3 giugno ed a quella di Magenta il giorno successivo. Nello scontro di Boffalora sopra Ticino, nello specifico, rimase sotto gli ordini del generale Eduard Clam-Gallas e si contrappose direttamente al generale francese Joseph Édouard de La Motte-Rouge sul campo.
Nella terza guerra d'indipendenza italiana, il 7 luglio 1866 venne promosso feldmaresciallo.
Al momento del suo pensionamento, il 1 ottobre 1873, venne promosso al grado di feldzeugmeister, ma morì appena quattro giorni dopo a Vienna.
Non si sposò e non ebbe mai figli, ma il figlio di sua sorella, Karl von Pflanzer-Baltin, intraprese come lui la carriera militare sino a divenire poi un valente generale austriaco nella prima guerra mondiale. A lui Karl lasciò il suo intero patrimonio e chiese ed ottenne dall'imperatore Francesco Giuseppe il permesso di trasmettergli il suo titolo nobiliare a condizione che assumesse il doppio cognome di Pflanzer-Baltin.